# Беляев, Николай Васильевич
Николай Васильевич Беляев (27 апреля (9 мая) 1859 — 15 февраля 1920) — филантроп, предприниматель, основатель и председатель Общества Верхне-Волжской железной дороги.

## Биография
Родился в профессорской семье в Москве. За заслуги отца в 1884 году семья Беляевых получила потомственное дворянство. В 1879 г. Николай Васильевич закончил кадетский корпус в Орловской Бахтина военной гимназии.
Николай Васильевич являлся членом и активным деятелем Александринской общины сестер милосердия имени государыни императрицы Александры Федоровны при Комитете Христианская помощь Российского общества Красного Креста. За заслуги перед общиной Николай Васильевич был награждён орденами Св. Анны и Св. Станислава 3-й степени. В 1893 г. он стал коллежским регистратором, в 1896 г. — губернским секретарём, в 1900 г. — статским советником.
Кроме того, он известен как один из благотворителей комитета помощи бедным ученикам 4-й Московской гимназии.

## Предпринимательство

Верхне-Волжская железная дорога в системе современных железнодорожных путей региона

Вместе с Леонидом Сергеевичем Павловым, Анатолием Анатольевичем Рейнботом и другими Николай Васильевич основал и впоследствии возглавил Общество по строительству и эксплуатации Верхне-Волжской железной дороги, которое занималось строительством и управлением железнодорожной линии на частной основе.
Николай Васильевич являлся одним из главных инициаторов создания железной дороги, представлявшей альтернативу верхне-волжскому речному пути. Для стремительно развивающейся индустрии и торговли лесом требовался более надёжный и быстроходный транспорт, поэтому идея строительства железной дороги была горячо поддержана региональными властями и предпринимателями. Дорога строилась в 1914—1918 годах (Савёлово — Калязин, Калязин — Кашин), и позднее закончена в 1930-е годы (Калязин — Углич).
Когда-то будучи в частном владении, теперь эта железная дорога входит в состав Октябрьской железной дороги и связывает Москву с Калязиным и Угличем.

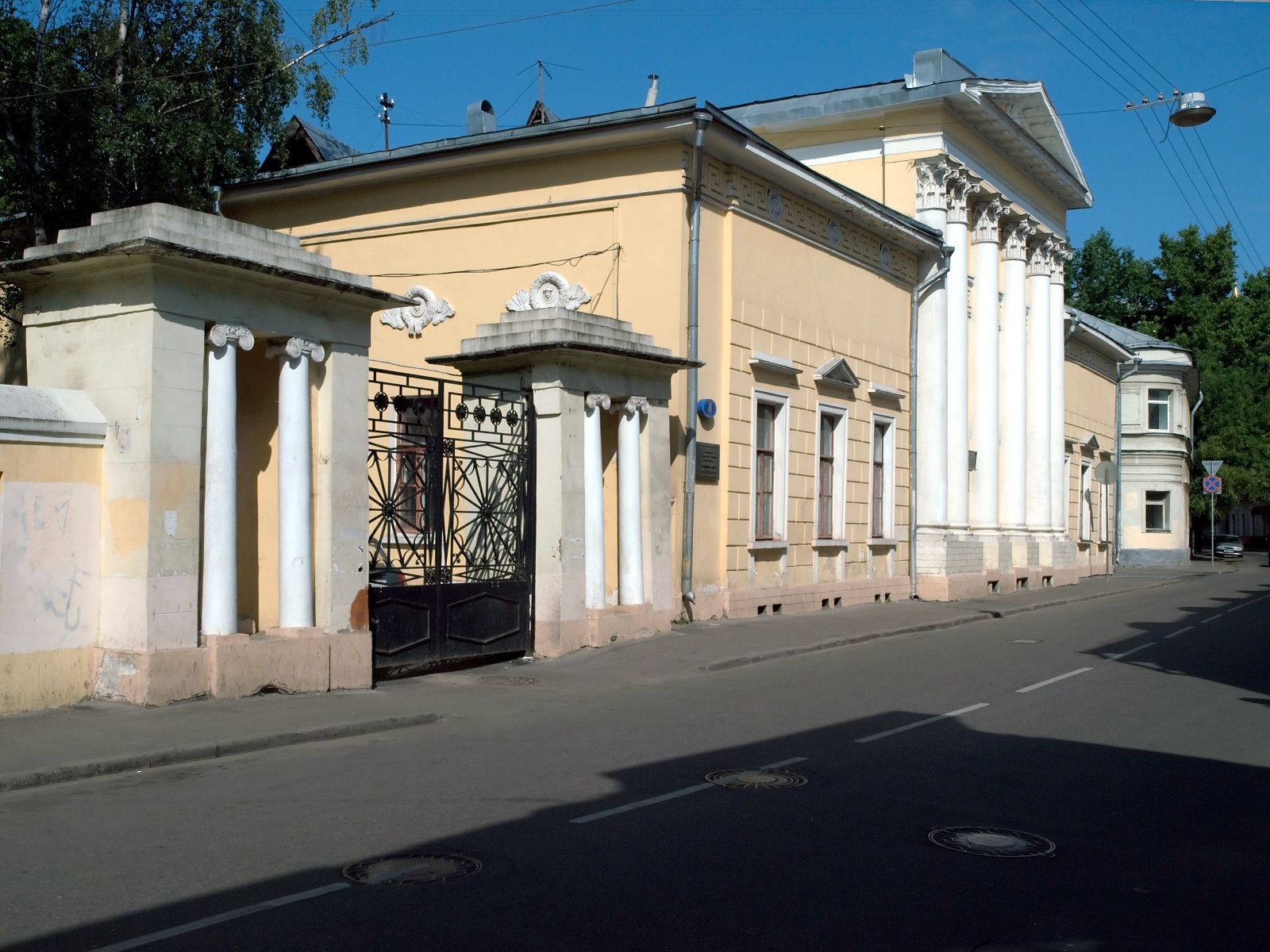
Усадьба в Потаповском переулке

Николай Беляев являлся также членом ювелирного дома Д. П. и М.Фроловы и Московского автомобильного общества, организовывавшего публичные автомобильные гонки и разрабатывавшего правила дорожного движения. Николая Беляеву принадлежал один из первых автомобилей Mercedes Benz в Москве.
Являясь членом Конституционно-демократической партии, Николай Беляев стремился реформировать российское государство и, будучи кандидатом в Московскую городскую думу, поддерживал Временное правительство. Февральская революция оказалась для него и его семьи серьёзным вызовом — в то время как члены семьи сражались в Белой армии и активно занимались антибольшевистской активностью (а затем бежали из страны), другие остались и подверглись репрессиям, прежде чем адаптироваться к новому режиму.
15 февраля 1920 года Николай Васильевич умер в Троице-Сергиевой Лавре при невыясненных обстоятельствах. Последний владелец усадьбы Головиных в Потаповском переулке.

## Семейные связи
Отец Николая Васильевича — Беляев Василий Алексеевич (1823—1881) преподавал в Лазаревском институте восточных языков. Мать — Беляева Ольга Михайловна (1833—1912), из рода московских купцов-ювелиров Фроловых. Жена — Александра Александровна (1865—1954) из рода купцов Алексеевых. Её деду и отцу, Ивану Васильевичу и Александру Ивановичу Алексеевым принадлежал Лубянский пассаж в Москве. Эмигрировала в Ниццу. У них было восемь детей, из которых старший, Александр (1891—1977) после участия в Гражданской войне эмигрировал в Берлин и затем в Мюнхен. Сын Виктор (1896—1955) стал советским авиаконструктором.
Его брат Сергей Васильевич Беляев (1856-после 1917) был генералом Российской императорской армии. Сестра — Мария Васильевна (1869-?) была замужем за консулом Российской империи в Дамаске, секретарём Императорского Православного Палестинского общества, камергером Алексеем Петровичем Беляевым (1859—1906). Первая мировая война застала её и её детей в Лозанне, а из-за последовавшей Октябрьской революции и Гражданской войны, она больше не смогла вернуться в Россию.

## Адреса
- Москва, Армянский переулок, д. 4 (дом Фроловых)
- Москва, Потаповский переулок, д.8 (усадьба Головиных, дом Беляева)